# Macedônia Ocidental
A Macedônia (português brasileiro) ou Macedónia (português europeu) Ocidental é uma das treze periferias da Grécia e a porção ocidental da Macedônia grega, localizada no noroeste do país e fazendo fronteiras com a Macedônia Central, a leste, com o Epiro, a sudoeste, com a Tessália a sudeste e, a norte, com a Albânia e com a antiga República Iugoslava da Macedónia. Está dividida nas prefeituras de Florina, Grevena, Castória e Cozani. A capital é Cozani. Sua população total de acordo com o censo de 2011, era de 283 689 habitantes.

## Galeria

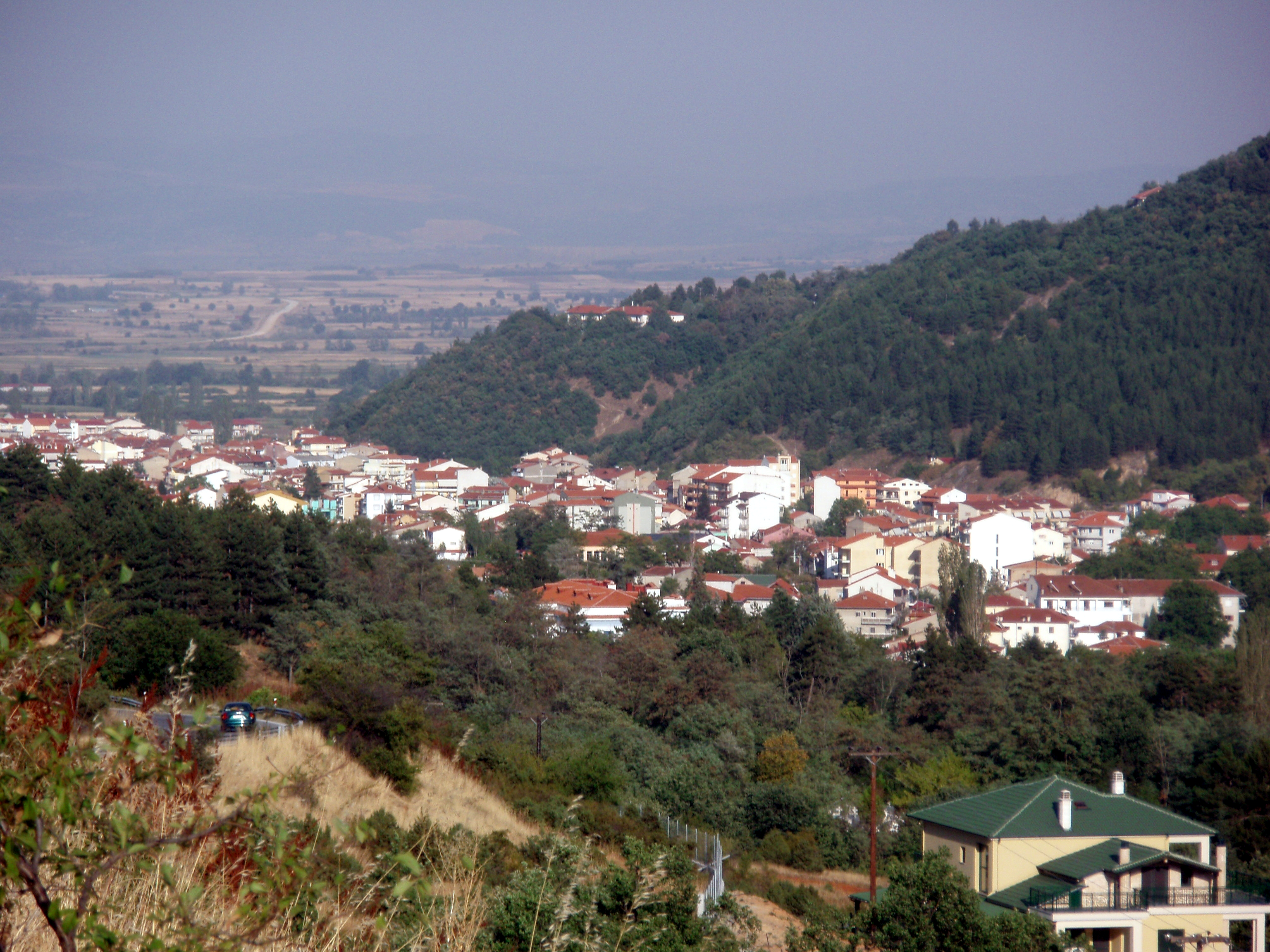
Florina
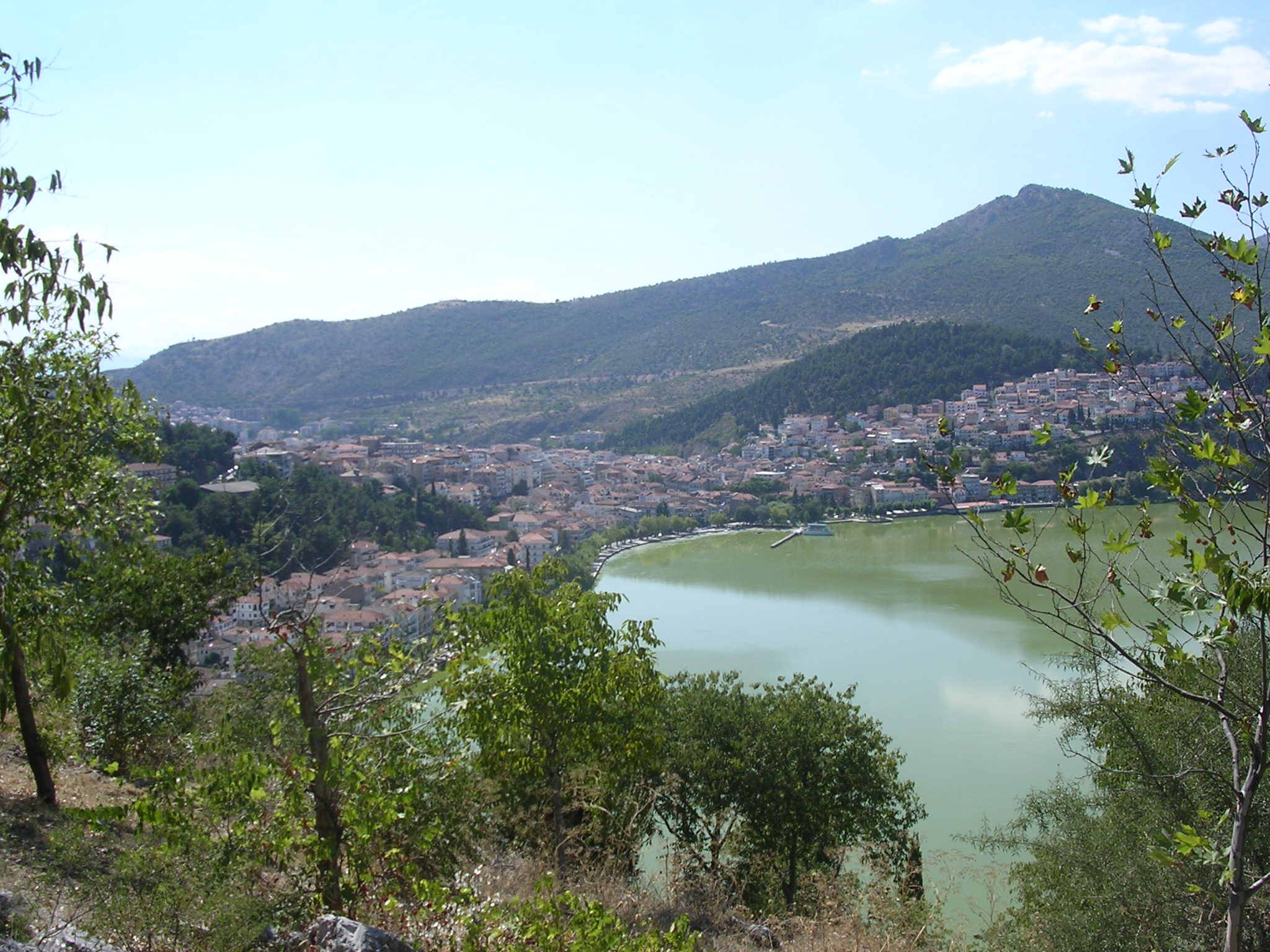
Castória
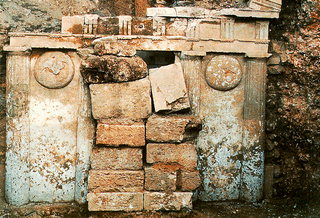
Túmulo macedônio da Ptolemaida
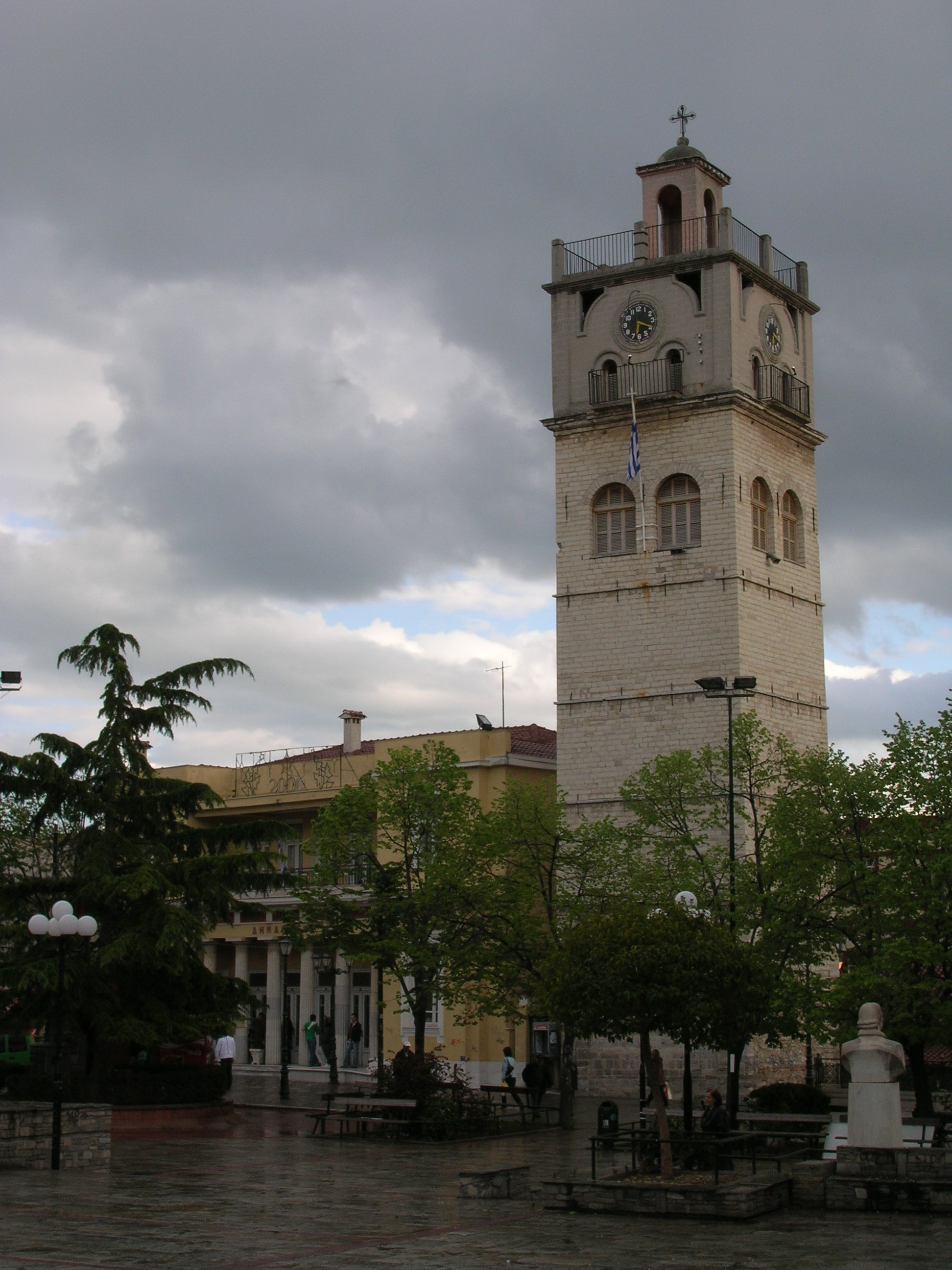
Relógio de Cozani
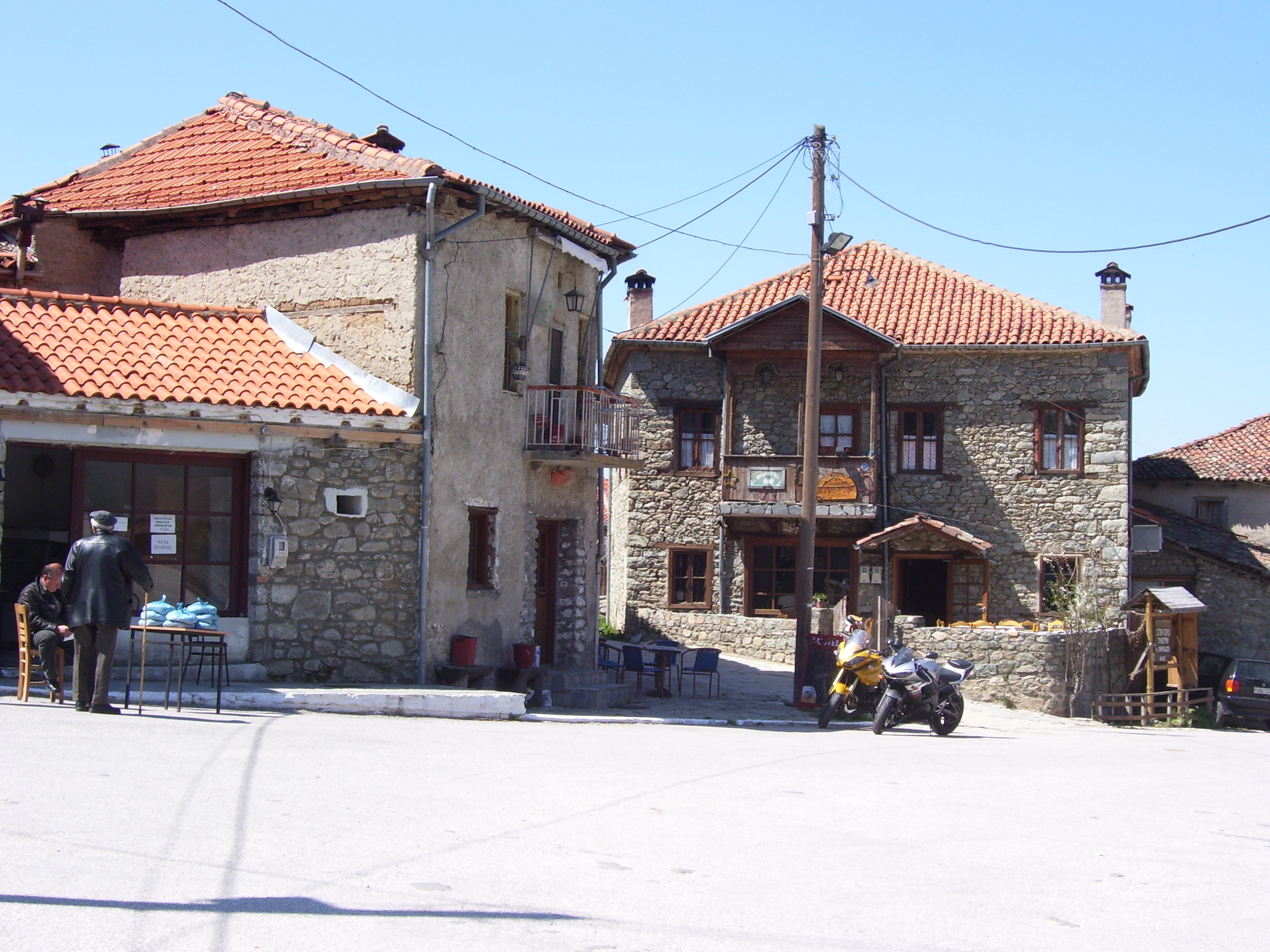
Praça central de Agios Germanos